# Dmitri Tchernov
Pour les articles homonymes, voir Tchernov.
Dmitri Konstantinovitch Tchernov (en russe : Дмитрий Константинович Чернов, transcription anglaise : Dmitri Chernov ; 1er novembre 1839 à Saint-Pétersbourg - 2 janvier 1921 à Yalta) est un ingénieur métallurgiste russe, connu pour sa découverte des transformations polymorphes dans l'acier, ainsi que pour l'établissement du diagramme de phase fer-carbone des aciers qui marque le début de la métallographie scientifique.

## Biographie
En 1858, il est diplômé de l'Institut de technologiques pratiques de Saint-Pétersbourg, puis travaille pour l'Institut monétaire de Saint-Pétersbourg. De 1859 à 1865, il est conférencier et gardien de musée pour l'Institut de technologiques pratiques de Saint-Pétersbourg. En 1866, il est embauché comme ingénieur par l'aciérie Oboukhov. De 1880 à 1884, il prospecte le dépôt salin près de Bakhmach (Ukraine). En 1884, il fait partie du Comité gouvernemental naval (морской комитет). En 1886, il devient inspecteur en chef du Département des chemins de fer. En 1889, il est professeur à l'Académie d'artillerie Michel de Saint-Pétersbourg.
Il était également, entre autres, président de la Société métallurgique russe, vice-président de l'Institut britannique du fer et de l'acier et membre honoraire de la Société américaine des ingénieurs des mines.

## Accomplissements
Tchernov obtient ses résultats les plus importants lors de la période 1866 - 1868, lors de l'étude de la production d'armes à feu lourdes et de ses analyses des travaux de Pavel Anossov, P. Oboukhov, Alexandre Lavrov et Nikolaï Kalkoutski. Il est à l'époque conservateur du musée de l'Institut de technologiques pratiques de Saint-Pétersbourg. Il découvre alors que l'acier n'est pas le même matériau à toutes les températures, autrement dit qu'il subit des transformations de phase. Il établit le diagramme binaire fer/carbone et détermine quatre points importants que l'on connaît aujourd'hui sous le nom de « points de Chernov » :

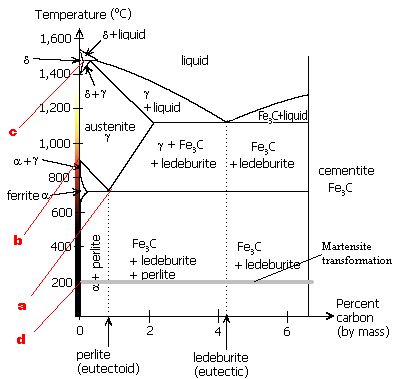
Diagramme binaire fer/carbone avec les points de Chernov

- le point a, aux alentours de 700 °C, est la température minimale à laquelle l'acier doit être réchauffé pour une trempe. On parle aujourd'hui de température d'austénitisation et de point de transformation eutectoïde ;
- le point b, vers 900 °C, est la température à laquelle il faut chauffer l'acier pour corriger sa structure cristalline. Il s'agit du domaine dans lequel la ferrite est stable ;
- le point c correspond à la température de fusion de l'acier ;
- le point d, vers 200 °C, est la température à laquelle il faut refroidir l'acier pour le tremper. On parle aujourd'hui de transformation martensitique.

Tchernov parvient également à comprendre la cause de ces transformations dans l'acier et esquisse le premier diagramme fer/carbone. Il publie ses résultats dans les Notes de la Société technologique russe en 1868 dans l'article Критический обзор статей гг. Лаврова и Калакуцкого о стали и стальных орудиях и собственные Д. К. Чернова исследования по этому же предмету (que l'on peut traduire par Critique des articles de MM. Lavrov et Kalkutzky concernant l'acier et l'acier des armes à feu ainsi que la recherche de D. K. Chernov sur ce sujet). Nombre d'auteurs considèrent la date de publication de cet article comme le passage de la métallurgie de la catégorie d'art à celle de science.
En 1879, Tchernov publie une monographie nommée Research Into the Structure of the Steel Slabs (Recherche sur les structures des plaques d'aciers) dans lequel il décrit les principales structures cristallines (microstructures) dans l'acier et leurs effets sur les propriétés des plaques. L'une de ces structures (dendrite) fut baptisée en l'honneur de Tchernov. 
Tchernov contribue également à la théorie du procédé Siemens-Martin. Il est l'un des premiers à suggérer l'utilisation d'oxygène pur en sidérurgie. Il fait également des recherches sur l'éponge de fer et contribue au développement de l'acier des canons d'armes à feu, des cartouches pouvant percer des armures et à l'émergence de l'aviation.